# Warner Brothers Presents... Montrose!
| Recensione | Giudizio |
| ---------- | -------- |
| AllMusic   | [ 1 ]    |

Warner Brothers Presents... Montrose! è il terzo album dei Montrose, uscito nel 1975 per l'Etichetta discografica Warner Bros. Records.

## Tracce
1. Matriarch (Alcivar, Carmassi, Fitzgerald, James, Montrose) 4:33
2. All I Need (Alcivar, Carmassi, Fitzgerald, James, Montrose) 4:21
3. Twenty Flight Rock (Fairchild, Cochran) 2:43 (Eddie Cochran Cover)
4. Whaler (Alcivar, Carmassi, Fitzgerald, James, Montrose) 6:54
5. Dancin' Feet (James, Montrose) 4:05
6. O Lucky Man (Price) 3:11 (Alan Price Cover)
7. One and a Half (Montrose) 1:36
8. Clown Woman (Montrose) 4:21
9. Black Train (Fried, Kardi, Kardt, Richards) 4:34

## Formazione
- Bob James - voce
- Ronnie Montrose - chitarra
- Jim Alcivar - tastiere
- Alan Fitzgerald - basso
- Denny Carmassi - batteria

### Altri musicisti
- Novi Novag - viola